# Đường trung bình

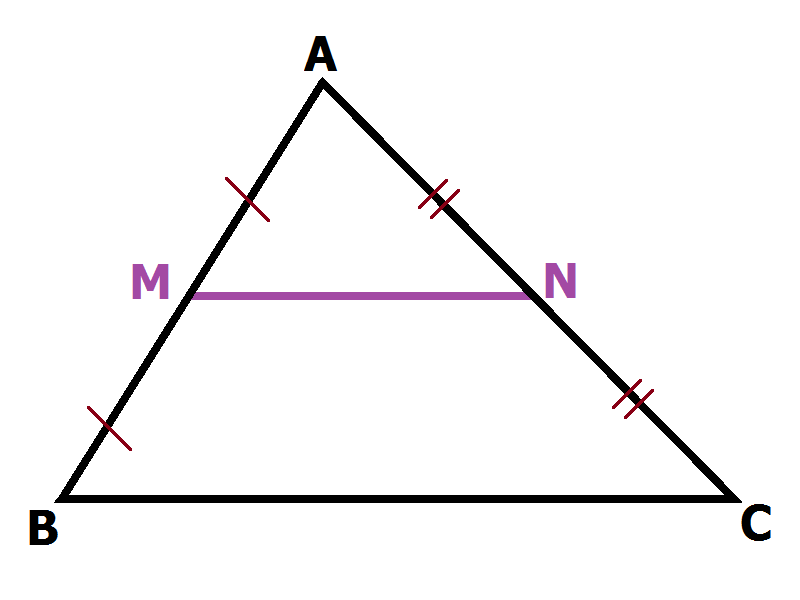
Đường trung bình của tam giác ABC là đoạn màu tím nối hai trung điểm M của cạnh AB và N của cạnh AC với nhau.

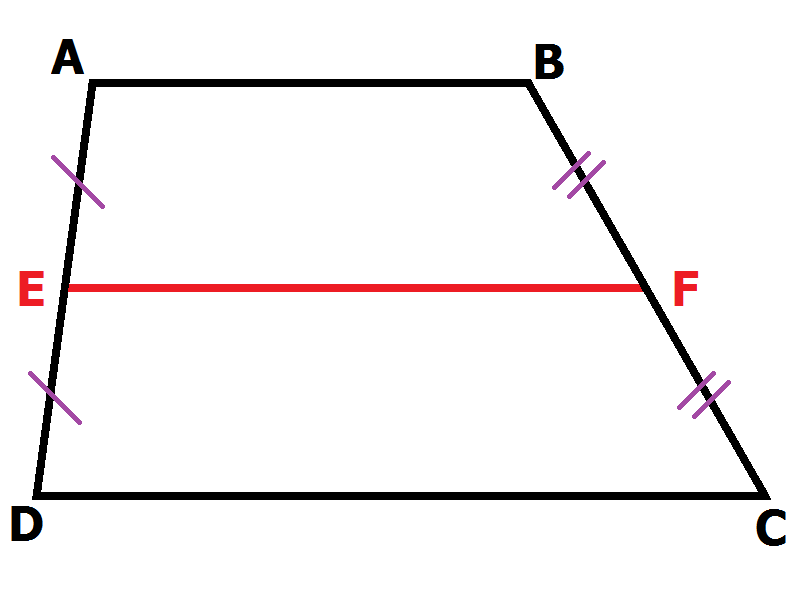
Đường trung bình của hình thang ABCD là đoạn màu đỏ nối hai trung điểm E của cạnh bên AD và F của cạnh bên BC với nhau.Trong hình thang đường trung bình còn cắt hai đường chéo tại trung điểm của hai đường chéo đó trong hình thang.

Đường trung bình của tam giác là đoạn thẳng nối trung điểm hai cạnh của tam giác; trong một tam giác có ba đường trung bình. Đường trung bình của tam giác thì song song với cạnh thứ ba và có độ dài bằng một nửa độ dài cạnh thứ ba.
Đường trung bình của hình thang là đoạn thẳng nối trung điểm hai cạnh bên của hình thang. Đường trung bình của hình thang thì song song với hai đáy của hình thang và có độ dài bằng một nửa tổng độ dài hai đáy.
Đường trung bình của hình bình hành là đoạn thẳng nối trung điểm hai cạnh bên của hình bình hành. Đường trung bình của hình bình hành thì song song với hai đáy và có độ dài bằng một nửa tổng độ dài hai đáy.

## Định lý đường trung bình

### Trong tam giác
Định lý 1
Đường thẳng đi qua trung điểm một cạnh của tam giác và song song với cạnh thứ hai thì đi qua trung điểm cạnh thứ ba.

Đề bài minh hoạ:
Cho tam giác ABC có M là trung điểm cạnh AB. Đường thẳng đi qua M song song với cạnh BC và cắt cạnh AC tại điểm N. Chứng minh {\displaystyle NA=NC}.
Chứng minh định lý:
Từ M vẽ tia song song với AC, cắt BC tại F. Tứ giác MNCF có hai cạnh MN và FC song song nhau nên là hình thang. Hình thang MNCF có hai cạnh bên song song nhau nên hai cạnh bên đó bằng nhau (theo tính chất hình thang): {\displaystyle MF=NC} (1)
(trường hợp góc - cạnh - góc), từ đó suy ra {\displaystyle MF=AN} (2)
Từ (1) và (2) suy ra {\displaystyle NA=NC}. Định lý được chứng minh.
Định lý 2
Đường trung bình của tam giác thì song song với cạnh thứ ba và dài bằng nửa cạnh ấy.

Cho tam giác ABC có M là trung điểm cạnh AB và N là trung điểm cạnh AC ({\displaystyle MA=MB} và {\displaystyle NA=NC}). Chứng minh {\displaystyle {\overline {MN}}\parallel {\overline {BC}}} và {\displaystyle MN={\frac {1}{2}}BC}.
Chứng minh định lý:
Kéo dài đoạn MN về phía N một đoạn NF có độ dài bằng MN. Nhận thấy: {\displaystyle \triangle ANM=\triangle CNF} (trường hợp cạnh - góc - cạnh)
suy ra {\displaystyle {\widehat {\rm {MAN}}}={\widehat {\rm {NCF}}}}. Hai góc này ở vị trí so le trong lại bằng nhau nên {\displaystyle {\overline {CF}}\parallel {\overline {MA}}} hay {\displaystyle {\overline {CF}}\parallel {\overline {BA}}}. Mặt khác vì hai tam giác này bằng nhau nên {\displaystyle CF=MA}, suy ra {\displaystyle CF=MB} (vì {\displaystyle MA=MB}). Tứ giác BMFC có hai cạnh đối BM và FC vừa song song, vừa bằng nhau nên BMFC là hình bình hành, suy ra {\displaystyle {\overline {MF}}\parallel {\overline {BC}}} hay {\displaystyle {\overline {MN}}\parallel {\overline {BC}}}. Mặt khác, {\displaystyle MN=NF={\frac {1}{2}}MF}, mà {\displaystyle MF=BC} (tính chất hình bình hành), nên {\displaystyle MN={\frac {1}{2}}BC}. Định lý được chứng minh.

### Trong hình thang
Định lý 3
Đường thẳng đi qua trung điểm một cạnh bên của hình thang và song song với hai đáy thì đi qua trung điểm cạnh bên thứ hai.

Cho hình thang ABCD. E là trung điểm cạnh AD. Qua A kẻ đường thẳng song song với hai đáy, cắt cạnh BC tại F. Chứng minh F là trung điểm BC.
Chứng minh định lý: gọi H là giao điểm của AC và EF. Theo định lý 1 về đường trung bình trong tam giác, vì EH đi qua trung điểm AD và song song với DC nên H là trung điểm cạnh AC. Xét tương tự trong tam giác CAB, vì HF đi qua trung điểm AC và song song với AB nên F là trung điểm BC. Định lý được chứng minh.
Định lý 4
Đường trung bình của hình thang thì song song hai đáy và dài bằng nửa tổng độ dài hai đáy.

Cho hình thang ABCD. E là trung điểm cạnh AD và F là trung điểm cạnh BC. Chứng minh {\displaystyle {\overline {EF}}\parallel {\overline {AB}}\parallel {\overline {DC}}} và {\displaystyle EF={\frac {1}{2}}(AB+DC)}.
Chứng minh định lý: Gọi H là trung điểm AC.
Áp dụng định lý 2 về đường trung bình trong tam giác đối với đường EH (tam giác ACD) và đường HF (tam giác CAB), thu được:
{\displaystyle {\overline {EH}}\parallel {\overline {DC}}} và {\displaystyle EH={\frac {1}{2}}DC}
{\displaystyle {\overline {HF}}\parallel {\overline {AB}}} và {\displaystyle HF={\frac {1}{2}}AB}
Do {\displaystyle {\overline {EH}}\parallel {\overline {DC}}} và {\displaystyle {\overline {HF}}\parallel {\overline {DC}}} (vì {\displaystyle {\overline {HF}}\parallel {\overline {AB}}} mà {\displaystyle {\overline {AB}}\parallel {\overline {DC}}}) nên ba điểm E, H và F thẳng hàng. Suy ra {\displaystyle {\overline {EF}}\parallel {\overline {AB}}\parallel {\overline {DC}}} và {\displaystyle EF=EH+HF={\frac {1}{2}}(AB+DC)}. Định lý đã được chứng minh.

## Tam giác đường trung bình
Ba đường trung bình trong tam giác tạo thành một tam giác nhỏ hơn gọi là tam giác đường trung bình. Tam giác đường trung bình có chu vi bằng một nửa chu vi tam giác gốc.